# عبد الرؤوف عبد الحفيظ
عبد الرؤوف عبد الحفيظ (بالإنجليزية A. R. A. Hafeez) (ولد في 22 أبريل 1952)، هو سياسي سريلانكي وعضو سابق في البرلمان.

## النشأة
ولد عبد الرؤوف في 22 أبريل 1952 وهو طبيب. وشقيق رؤوف حكيم، زعيم المؤتمر الإسلامي في سريلانكا.

## المهنة
يشغل عبد الرؤوف أمين سر وسائل الإعلام في سلمك. وكان مستشارًا إعلاميًا لوزارة الموانئ والشحن بينما كان شقيقه وزير الموانئ والشحن. وكذلك شغل منصب وزير الإعلام بوزارة العدل في حين كان شقيقه وزير العدل.
عُيّين عبد الرؤوف في الجبهة الوطنية الموحدة للحزب الشيوعي كانائب وطني في البرلمان السريلانكي، وذلك بعد الانتخابات البرلمانية لعام 2015. استقال عبد الرؤوف من البرلمان في 19 يناير 2016.